# William Conybeare
William Daniel Conybeare (° 7 juin 1787 - † 12 août 1857) est un géologue et paléontologue britannique.

## Biographie
Conybeare est né à Londres et étudie à Christ Church, université d'Oxford. Il entre dans les ordres et devient vicaire de Wardington près de Bristol. Durant cette période il est un des fondateurs du Bristol Philosophical Institution en 1822. Il est recteur de Sully dans le Glamorganshire de 1823 à 1836 et vicaire de Axminster de 1836 à 1844. Il est chargé d'enseignement en 1839 et devient doyen de Llandaff en 1845.
Il est attiré à la géologie par les cours de John Kidd (1775-1851). Après ses études il voyage au Royaume-Uni et sur le continent et devient un des premiers membres de la Geological Society of London. William Buckland (1784-1856) et Adam Sedgwick (1785-1873) ont reconnu le rôle de Conybeare dans leur formation en géologie. En 1821 il se distingue par la description d'un squelette de plésiosaure découvert par Mary Anning (1799-1847). Les principaux éléments de son compte-rendu ont été confirmés par les recherches ultérieures. Il publie aussi des travaux sur les couches de charbon de l'Angleterre du sud-ouest (avec William Buckland en 1824), sur la vallée de la Tamise, sur la théorie de la formation des chaînes de montagnes de Léonce Élie de Beaumont (1798-1874) et sur un glissement de terrain près de Lyme Regis en 1839.
Toutefois son principal ouvrage est Outlines of the Geology of England and Wales 1822, une seconde édition d'un travail de William Phillips (1775-1828) coécrite avec l'auteur. Les contributions de Conybeare forment la partie principale de cette édition dont seule la première partie, décrivant le Carbonifère et les couches plus récentes, est publiée. Ce travail exercera une grande influence au Royaume-Uni.
Conybeare est membre de la Royal Society et membre correspondant de l'Institut de France. En 1844 il reçoit la médaille Wollaston.

## Source
(en) « William Conybeare », dans Encyclopædia Britannica , 1911 (lire sur Wikisource).